# Boala Basedow-Graves
Boala Basedow-Graves este o boală autoimună datorată hipersecreției de hormoni tiroidieni. Caracteristică pentru boala Basedow este prezența auto-anticorpilor antireceptor TSH cu funcție stimulatoare asupra glandei tiroide. Legarea anticorpilor la receptorii TSH de pe celulele tiroidiene determină atât creșterea în dimensiuni a glandei tiroidiene, cât și stimularea secreției hormonale (exces de T4 si T3). Prin retrocontrol negativ (feedback negativ) la nivel hipofizar se produce inhibiția TSH (thyroid stimulating hormone).
Manifestările clinice și paraclinice de hipertiroidie sunt:
- gușa (creșterea în volum a tiroidei)
- exoftalmie (protruzia globilor oculari) însoțită de diverse manifestări oculare: hiperlacrimare, senzație de "nisip în ochi", diplopie (oftalmopatia tiroidiană)
- tulburări cardiovasculare (extrasistole, tahicardie, tulburări de ritm cardiac)
- tremurături fine ale extremităților
- scădere marcantă în greutate, în condițiile unui apetit păstrat
- diaree
- termofobie (intoleranță la căldură)
- transpirații profuze
- agitație psiho-motorie

Metabolismul bazal este crescut datorită hiperproducției de hormoni tiroidieni.
Simptomatologia bolii Basedow - Graves include frecvent: stări de anxietate și labilitate emoțională, insomnii, tulburări menstruale la femei mergând până la amenoree (absența ciclului menstrual) și scăderea libidoului sau impotența la bărbați, slăbiciune musculară, chiar atrofie musculară în formele severe.
Determinările hormonale relevă valori crescute ale fracțiunilor libere hormonale: FT4, FT3 și TSH scăzut/inhibat.
Imunologic se evidențiază un titru crescut al anticorpilor antireceptor TSH (TRAB).
Sub aspect ecografic se regăsește un volum tiroidian crescut, hipoecogenitate a glandei tiroidiene, vascularizație intensă a parenchimului tiroidian ("thyroid inferno").
Efectuarea scintigrafiei tirodiene evidențiază o captare crescută și difuză a radioizotopului.
Principala modalitate de tratament este cea medicamentoasă, utilizând antitiroidienele de sinteză: Thyrozol, Propylthiouracil, Carbimazol. Uzual se administrează doze mari ("de atac"), cu scăderea progresivă a dozelor. Durata maximă recomandată a tratamentului este de 2 ani.
Tratamentul chirurgical este indicat în cazul: gușilor voluminoase, evoluției nefavorabile sub antitiroidiene de sinteză sau în cazul pacienților care prezintă contraindicații la administrarea acestora.
Tratamentul cu iod radioactiv este modalitatea de tratament cea mai frecvent utilizată în Statele Unite ale Americii, fiind însă puțin utilizată la nivel mondial. Este contraindicată în sarcină și alăptare. Determină scăderea rapidă a volumului tiroidian, însă în cazul pacienților care prezintă forme severe de hipertiroidie și guși voluminoase, poate fi necesară administrarea mai multor doze.